# Appenzell (oraș)

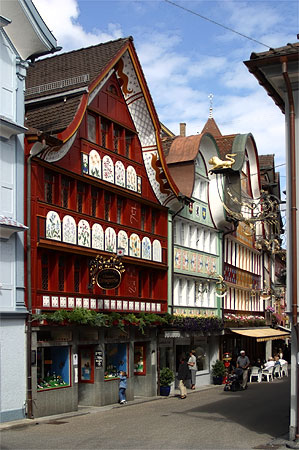
Appenzell

Appenzell este un oraș în Elveția.